# Rue d'Assalit
La rue d'Assalit (en occitan : carrièra d'Assalit) est une voie de Toulouse, chef-lieu de la région Occitanie, dans le Midi de la France.

## Situation et accès

### Description
La rue d'Assalit est une voie publique. Elle se trouve dans le quartier de Guilheméry.
Elle naît perpendiculairement à l'avenue Jean-Chaubet. Orientée au nord-ouest, elle est longue de 637 mètres, suivant approximativement la courbe de niveau de la colline de Calvinet, entre 193 et 195 mètres d'altitude. Elle se termine au carrefour de l'avenue de la Gloire, face au cimetière de Terre-Cabade, presque face au chemin de Caillibens.
La chaussée compte une seule voie de circulation automobile à double-sens. Elle appartient à une zone 30 et la vitesse y est limitée à 30 km/h. Il n'existe pas d'aménagement cyclable.

### Voies rencontrées
La rue d'Assalit rencontre les voies suivantes, du sud au nord (« g » indique que la rue se situe à gauche, « d » à droite) :
1. Avenue Jean-Chaubet
2. Rue Salgues (g)
3. Rue des Pensées (d)
4. Rue Comère (g)
5. Rue Fabien-Artigue (g)
6. Rue Antoine-Courthieu (d)
7. Rue de Griffoulet (g)
8. Rue Georges-Bizet (d)
9. Rue Marie (g)
10. Rue Injalbert (g)
11. Rue Saint-Martin (d)
12. Rue Clément (g)
13. Rue François (d)
14. Avenue de la Gloire

## Odonymie
À la fin du XVIIe siècle, la rue d'Assalit est désignée comme le chemin Traversier-des-Augustins. Il se trouve en effet à proximité d'une métairie, sur les hauts de la colline du Calvinet, qui appartient au couvent des Augustins – le souvenir en est conservé par la rue du Mas-des-Augustins, dans le même quartier. C'est au cours du XIXe siècle que le chemin prit le nom d'un domaine agricole auquel elle menait (emplacement de l'actuelle rue des Pensées).

## Patrimoine et lieux d'intérêt

### Maisons toulousaines
- no  7 : maison toulousaine (premier quart du XXe siècle)[3].
- no  8 : maison toulousaine (premier quart du XXe siècle)[4].
- no  9 : maison toulousaine (premier quart du XXe siècle)[5].
- no  27 : maison toulousaine (deuxième moitié du XIXe siècle)[6].
- no  29 : maison toulousaine (deuxième moitié du XIXe siècle)[7].
- no  35 : maison toulousaine (deuxième moitié du XIXe siècle)[8].
- no  36 : maison toulousaine (deuxième moitié du XIXe siècle)[9].
- no  38 : maison toulousaine (deuxième moitié du XIXe siècle)[10].
- no  62 : maison toulousaine (premier quart du XXe siècle)[11].

### Immeubles et maisons
- no  1 bis : maison (deuxième quart du XXe siècle)[12].
- no  14 : maison (1934)[13].
- no  20 : résidence Le Lys (1975)[14],[15].
- no  23 : villa Les Platanes (fin du XIXe siècle ; 1933)[16],[17].
- no  30 : maison (deuxième moitié du XXe siècle)[18].
- no  39 ter : résidence Bordes Hautes (1983)[19],[20].
- no  51 : maison (1922)[21].
- no  66 : villa Les Cigognes (premier quart du XXe siècle)[22],[23].
- no  68 : maison (deuxième quart du XXe siècle)[24].
- no  70 : maison (1933)[25].
- no  : villa Bellegarde (vers 1920)[26].
- no  : villa Blanqué (vers 1920)[27].
- no  : villa des Tilleuls (1920)[28].